# بطلمیوس چهارم فیلوپاتور
بطلمیوس چهارم فیلوپاتور (به یونانی: Πτολεμαῖος Φιλοπάτωρ) پسر بطلمیوس سوم اورژتس و چهارمین فرعون دودمان بطلمیوسی در مصر از ۲۲۱ تا ۲۰۴ پیش از میلاد بود.

## پیش‌زمینه و خانواده
بطلمیوس چهارم دومین فرزند و پسر بزرگ بطلمیوس سوم از همسرش برنیس دوم بود. او در حدود دو سال پس از به سلطنت رسیدن پدرش به به‌دنیا آمد. بطلمیوس چهارم یک خواهر بزرگتر به نام آرسینوی سوم و سه برادر کوچکتر به نام‌های لیسیماخوس، الکساندر و ماگاس داشت که همگی در سال ۲۴۰ پیش از میلاد به دنیا آمده‌بودند.